# Anna Kristensen
Anna Opstrup Kristensen (født 25. oktober 2000 i Skanderborg) er en kvindelig dansk håndboldspiller, der spiller for Team Esbjerg i Damehåndboldligaen og Danmarks kvindehåndboldlandshold. Hun er målvogter.

## Karriere

### Klubhold
Anna Kristensen spillede oprindeligt i Skanderborg Håndbold i fødebyen, inden hun i 2019 skiftede til den danske topklub Viborg HK. I sin første sæson her vandt hun bronze og blev samtidig kåret til sæsonens bedste målvogter i ligaen.
I slutningen af 2022 skrev hun kontrakt med Team Esbjerg fra sommeren 2023, men da denne klub kom til at have problemer på målvogterpositionen, blev det aftalt, at hun skiftede allerede i januar 2023. Allerede få måneder efter skiftet var hun med til at blive pokalmester med sin nye klub, og hun blev kåret som årets pokalfighter i finalen.

### Landshold
Anna Kristensen fik debut på A-landsholdet 21. marts 2019 ved Golden League 2019 mod Norge, og hun blev derpå udtaget af den daværende landstræner Klavs Bruun Jørgensen til bruttotruppen til VM 2019 i Japan, men var ikke blandt de 16 udvalgte.

## Meritter
- Damehåndboldligaen
  - Bronze (1): 2020 (Viborg HK)

- DHF's Landspokalturnering
  - Mester (1): 2022 (Team Esbjerg)

## Udmærkelser
- All-Star Målvogter i HTH Ligaen 2019-20[3]
- Årets Spiller i Viborg HK 2020
- Årets pokalfighter i DHF's Landspokalturnering 2022